# Johann Tomaschek (Politiker)
Johann Adolph Tomaschek, Edler von Stadowa (* 16. Mai 1822 in Iglau; † 9. Januar 1898 in Wien) war ein österreichischer Jurist und Politiker.

## Leben
Tomaschek war der Sohn des Gymnasiallehrers Johann Adolf Tomaschek und katholischer Konfession. Er studierte von 1840 bis 1844 Philosophie und Rechtswissenschaft an der Universität Olmütz, wo er 1844 zum Dr. jur. promoviert wurde. Von 1844 bis 1845 war er Rechtspraktikant beim Magistrat in Olmütz. Zwischen 1845 und 1847 war er Adjunkt am Gymnasium in Brünn und von 1847 bia 1857 Gymnasialprofessor in Iglau. Zwischen 1857 und 1875 wirkte er als Konzeptsoffizial (Archivkonzipist) beim Haus-, Hof- und Staatsarchiv in Wien, von 1859 bis 1863 war er auch Privatdozent für Deutsche und Österreichische Rechtsgeschichte in Wien. Ab 1860 war er auch Kommissär bei der rechtshistorischen Staatsprüfungskommission in Wien. Von 1863 bis 1871 war er außerordentlicher Professor und von 1871 bis 1893 ordentlicher Professor der Österreichischen Rechtsgeschichte und Rechtsaltertümer sowie der Juristischen Enzyklopädie und Methodologie (seit 1880 auch der Deutschen Reichs- und Rechtsgeschichte sowie des Deutschen Privatrechts) an der Universität Wien. Später war er auch Lehrer des Erzherzogs Friedrich in den juristischen Fächern. Von 1877 bis 1878 war er auch Dekan der Juridisch-Staatswissenschaftlichen Fakultät der Universität Wien. 1893 trat er in Ruhestand, den er in Wien verlebte.
Vom 19. Mai 1848 bis zum 19. April 1849 vertrat er den Wahlkreis Mähren (Iglau) in der Frankfurter Nationalversammlung. Im Parlament blieb er fraktionslos und stimmte mit dem Linken Zentrum. Er gehörte zu den Abgeordneten, die gegen die Wahl Friedrich Wilhelms IV. zum Kaiser der Deutschen stimmten. Seit 1860 gehörte er dem Gelehrtenausschuss des Germanischen Nationalmuseums in Nürnberg und seit 1867 der Akademie der Wissenschaften in Wien als korrespondierendes Mitglied der Philosophisch-Historischen Klasse an.

## Werke
Er war Verfasser zahlreicher rechtsgeschichtlicher Werke (u. a. „Deutsches Recht in Österreich im 13. Jahrhundert. Auf Grundlage des Stadtrechtes von Iglau“, Wien 1859).